# Vilim III. Oranski
Vilim III. Oranski (Haag, 14. studenog 1650. – Hampton Court, 8. ožujka 1702.), nizozemski aristokrat i pristalica protestantizma, knez Oranski, namjesnik (stadtholder) nizozemske republike, kralj Engleske, Irske i Škotske.
Poznat je po tome da je englesku krunu osvojio u Slavnoj revoluciji kao zet svrgnutog kralja Jakova II. i suprug kćeri Jakova II. Marije II. s kojom je vladao zajednički. Nakon smrti Marije II. vladao je sam do svoje smrti.
Vilim je postao namjesnikom Republike Nizozemske 28. lipnja 1672., dužnost koju je obavljao do svoje smrti. U Nizozemskoj je nosio titulu Willem Hendrik, Prins van Oranje. Sudjelovao je u mnogim ratovima koji su vođeni protiv katoličke Francuske i njezina kralja Luja XIV. zbog čega su ga pristalice protestantizma smatrale svojim vođom. No iza njegova ugleda stajala je i snažna vojska i flota ratnih brodova koja je bila jedna od najmoćnijih u tadašnjoj Europi. Njegova vladavina označila je početak kraja dinastije Stuart u vladarskoj povijesti Engleske.

## Rođenje i mladost
Vilim je bio sin Vilima II. Oranskog i Marije, kćeri engleskog kralja Karla I. Rodio se u Haagu 14. studenog 1650. Osam dana prije njegova rođenja otac mu umire od boginja, stoga je Vilim u trenutku svog rođenja postao vladar Nizozemske.
Dne 23. prosinca 1660., Vilim je imao samo deset godina kada je njegova majka Marija umrla od boginja. Stoga je Vilimu za staratelja bio određen njegov ujak, tadašnji engleski kralj Karlo II., a brigu o njemu je vodila njegova baka Amalija. O njegovom obrazovanju brigu je preuzeo tada poznati francuski učenjak i pisac Samuel Chappuzeau.

## Na vlasti u Nizozemskoj
Vilimov otac je do svoje smrti držao položaj namjesnika pet nizozemskih provincija i to: Holandije, Zeelanda, Utrechta, Gelderna i Overijssela. No nakon njegove smrti Ujedinjene provincije su svojim odlukama ukinule tu funkciju i faktičku vlast u to doba imao je Johan de Witt. Godine 1667. Vilim se uz pomoć svojih pristalica pokušao vratiti na vlast, no neuspješno jer su provincije odbile ponovno osnažiti položaj namjesnika.
Godine 1672. Nizozemska je bila metom francuskog napada koji je predvodio francuski kralj Luj XIV. koji je u tome napadu imao pomoć Engleske. Francuska vojska je ubrzo osvojila gotovo cijelu Nizozemsku, a Johan de Witt je potpuno podbacio kao vođa Nizozemaca pa je pao s vlasti što je bila velika prilika za Vilima koji ju iskorištava te ponovno uvodi funkciju namjesnika na koju je ubrzo sam i imenovan.
Vilim je nastavio borbu protiv Engleske i Francuske udruživši se sa Španjolskom. Nakon pobjede nad engleskom kraljevskom ratnom mornaricom, Vilim je s Engleskom 1674. sklopio mirovni sporazum. Kako bi ojačao svoju poziciju Vilim se nastojao oženiti Marijom, nećakinjom engleskog kralja Karla II. i kćerkom njegova brata i budućeg kralja Jakova. Brak je sklopljen 4. studenog 1677. No iz njega Vilim nije dobio zakonitog nasljednika.

## Vilim i previranja u Engleskoj
Godine 1685. Vilimov punac Jakov naslijedio je, kao Jakov II., englesku krunu nakon smrti svoga brata Karla II. Zbog svoje katoličke vjere Jakov II. je u Engleskoj bio vrlo nepopularan vladar. Svojom vjerskom politikom izazvao je ogorčenje protestantskih pristalica koji su s Vilimom godine 1687. počeli pregovarati o vojnoj invaziji na Englesku kako bi s vlasti svrgnuli njima omraženog Jakova II.
Isprva, Vilim se suprotstavljao ideji invazije na Englesku. No, nakon što je druga žena Jakova II., Marija od Modene rodila Jakovu muškog nasljednika, Jamesa, strah od stvaranja katoličke dinastije u Engleskoj je prevladao, a i još poneki politički potezi Jakova II. dodatno su dolijevali ulje na vatru protestantskog ogorčenja.
No, usprkos svemu, Vilim se i dalje kolebao bojeći se reakcije engleskog naroda na stranu invaziju, pa je stoga zahtijevao da najugledniji pristalice protestantizma javno i službeno zatraže njegovu intervenciju. Dne 30. lipnja 1688. sedam biskupa koji su bili u sukobu s Jakovom II. uputilo je Vilimu i formalan poziv da vojno interevenira, pa je Vilim počeo pripremati invaziju.

## Slavna revolucija
Dne 5. studenog 1688. Vilim se sa svojom vojskom iskrcao na englesko tlo na jugozapadu Engleske kod mjesta Brixham. Iskrcao se s 15.500 vojnika i 4000 konja. Ubrzo su svi protestantski zapovjednici engleske vojske prešli na Vilimovu stranu, a također i sve englesko protestantsko plemstvo. Stoga je Vilim vrlo brzo napredovao kroz Englesku. 11. prosinca Vilim je s vojskom ušao u London, a Jakov II. se pokušao spasiti skokom u rijeku Temzu, ali je ubrzo uhvaćen. Ne želeći od Jakova napraviti mučenika Vilim ga je 23. prosinca pustio da pobjegne u Francusku gdje ga je Luj XIV. primio velikodušno davši mu palaču i visoku rentu.
Vilim je ubrzo (na neregularan način) sazvao parlament koji je 12. veljače 1689. obznanio da je Jakov II., pobjegavši iz Engleske u stvari abdicirao i proglasio prijestolje upražnjenim, ali nije ga, po normalnom redu nasljeđivanja ponudio Jakovljevu mladom sinu, nego njegovoj kćeri Mariji. Marija II. je proglašena kraljicom, a utvrđeno je da će vladati zajedno s Vilimom. Parlament je sve to ozakonio posebnim zakonom (Bill of Rights). Istim zakonom Jakov II. je optužen za zlouporabe za vrijeme svoje vladavine te su stavljeni izvan snage zakoni o toleranciji kojima su bila ukinuta ograničenja za katolike. Također je utvrđeno da niti jedan katolik više neće moći naslijediti englesko prijestolje, a propisan je i red nasljeđivanja engleske krune prema kojemu krunu nasljeđuju potomci Vilima i Marije II., a ako oni ne budu imali potomaka onda će krunu naslijediti Jakovljeva mlađa kći Ana i njezini potomci.

## Zajednička vladavina u Engleskoj s Marijom II.
Biskup londonski Henry Compton okrunio je Vilima III. i Mariju II. u Westminsterskoj opatiji 11. travnja 1689. Iako je bilo uobičajeno da krunjenje izvrši nadbiskup canterburyjski to on nije jer nije smatrao primjerenim niti legitimnim način na koji je svrgnut Jakov II.
Tijekom zajedničke vladavine sa svojom suprugom Marijom II. Vilim je često bio odsutan u Nizozemskoj vodeći tamošnje ratove s Francuskom. Englesku je pridružio Augsburškom savezu stvorenom da se odupre agresivnoj Francuskoj. Tijekom njegove odsutnosti Engleskom je vladala njegova supruga Marija II.
Unutar Britanije Vilim se suočio s ustancima u Škotskoj i Irskoj. Oba ustanka digli su jakobiti, pristalice Jakova II., no Vilim je 1689. u bici kod Killiecrankiea porazio Škote, a 1690. u bici kod Boyne Irce predvođene Jakov II.
Vilimova supruga i suvladarica Marija II. umrla je od boginja 1694. godine. Premda joj nije bio vjeran u braku (najpoznatija od ljubavnica bila mu je Elizabeth Villiers) Vilima je Marijina smrt duboko pogodila. Vilim u braku s Marijom nije imao potomaka. Nakon njezine smrti nastavio je vladati sam. Premda je odgojen kao kalvinist prihvatio je učenje Anglikanske crkve.

## Samostalna vladavina
Nakon Marijine smrti počele su se širiti glasine o Vilimovim homoseksualnim sklonostima, pa su izišli i pojedini satirični pamfleti u kojima je ta navodna sklonost isticana. Tijekom svoje samostalne vladavine nakon smrti supruge Vilim se suočio sa zavjerom svojih katoličkih protivnika koja nije uspjela, a nakon te zavjere francuski kralj Luj XIV. prestao je pomagati svrgnutog Jakova II. te je priznao Vilima kao kralja Engleske i s njim 20. rujna 1697. sklopio mir u Ryswicku. Nakon toga Vilim više nije bio ugrožen od strane svojih katoličkih oponenata. 
Potkraj Vilimove vladavine pojavilo se pitanje nasljedstva engleske krune jer Vilim nije imao djece, a Marijina sestra princeza Ana imala je mnogo djece ali su sva vrlo rano umrla. Kako je Ana bila jedina u liniji nasljeđivanja, među pristalicama protestantizma pojavili su se novi strahovi da bi nakon smrti buduće kraljice Ane krunu mogli preuzeti ponovno nasljednici Jakova II. Stoga je 1701. Parlament donio Zakon o naslijeđu (Act of Settlement) kojim je bilo uređeno da bi krunu nakon Ane naslijedila dalja loza u liku unuke Jakova I. Sofije, izborne kneginje Hannovera i njezinih protestantskih potomaka. Istim zakonom ograničena je i moć kralja u vođenju ratova pri čemu je za odobravanje novčanih sredstava za vođenje rata bila potrebna suglasnost parlamenta. Također je i osigurana neovisnost sudstva od eventualne kraljeve samovolje.

## Smrt
Vilim je umro godine 1702. od upale pluća koja je nastala kao komplikacija prijeloma ključne kosti nakon što je pao s konja. Vilim je pokopan u Westminsterskoj opatiji pored svoje supruge Marije Krunu je naslijedila Marijina sestra i mlađa kći svrgnutoga Jakova II., princeza Ana.

## Zanimljivost
Vilimovu pobjedu nad Ircima u bitci kod Boyne 1690. godine i danas u Sjevernoj Irskoj proslavljaju članovi i pristalice protestantskog Oranskog reda na dan 12. srpnja svojim tradicionalnim marševima koji već više stoljeća izazivaju kontroverze i sukobe među sjevernoirskim katolicima i protestantima.
| Prethodnik Marija II. | Kralj Engleske | Nasljednik Ana, kraljica Engleske |